# Ropenbleriken
Ropenbleriken är en sjö i Storumans kommun i Lappland och ingår i Umeälvens huvudavrinningsområde. Sjön har en area på 0,28 kvadratkilometer och ligger 673,3 meter över havet. Sjön avvattnas av vattendraget Gejmån (Vuole-Gassasavon).

## Delavrinningsområde
Ropenbleriken ingår i det delavrinningsområde (727222-145772) som SMHI kallar för Inloppet i Abelvattnet. Medelhöjden är 699 meter över havet och ytan är 2,3 kvadratkilometer. Räknas de 7 avrinningsområdena uppströms in blir den ackumulerade arean 104,47 kvadratkilometer. Gejmån (Vuole-Gassasavon) som avvattnar avrinningsområdet har biflödesordning 2, vilket innebär att vattnet flödar genom totalt 2 vattendrag innan det når havet efter 388 kilometer. Avrinningsområdet består mestadels av skog (88 procent). Avrinningsområdet har 0,28 kvadratkilometer vattenytor vilket ger det en sjöprocent på 12,2 procent.